# Legió I Flavia Pacis
La legió I Flavia Pacis (primera legió 'Flàvia de la Pau') va ser una legió romana de la que només se'n té coneixement per la Notitia Dignitatum, un text del temps de Teodosi que dona detalls de l'administració de l'Imperi.
Aquesta legió i les legions II Flavia Virtutis i III Flavia Salutis es van organitzar conjuntament per l'emperador Constanci II a començaments del segle iv. Estaven estacionades a la meitat oriental de l'Imperi Romà.